# Agrotis consentanea
Agrotis consentanea är en fjärilsart som beskrevs av Paul Mabille 1880. Agrotis consentanea ingår i släktet Agrotis och familjen nattflyn. Inga underarter finns listade i Catalogue of Life.